# Чувства (Рембрандт)

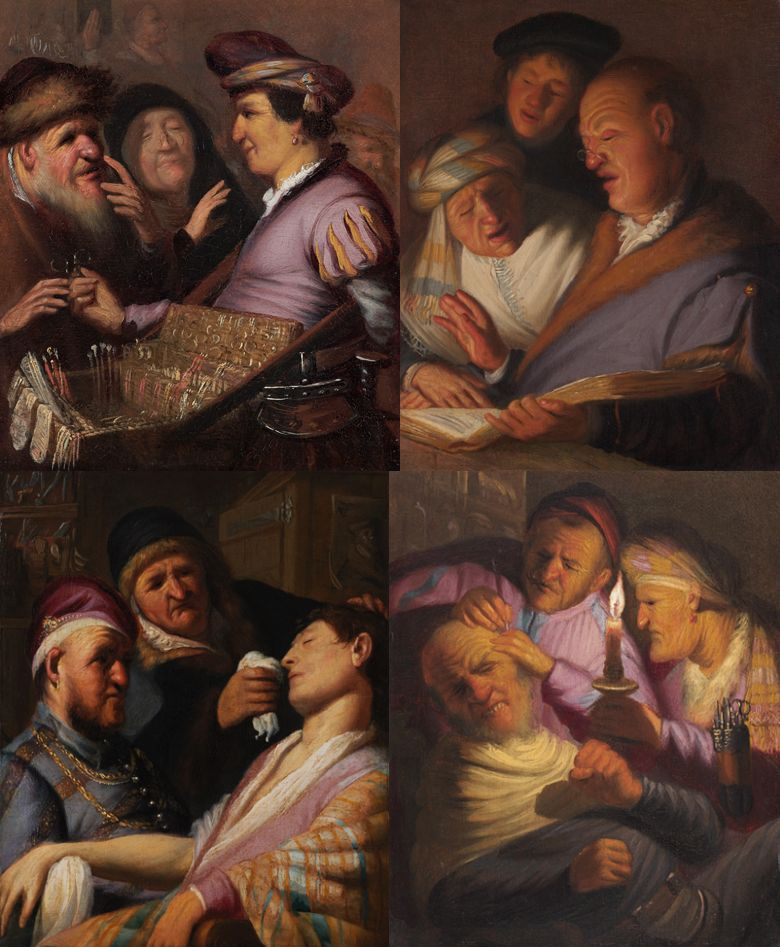
Рембрандт. Четыре известных картины (из пяти) серии «Чувства». 1624—1625 годы

«Чувства» («Пять чувств», «Аллегория чувств») — серия из пяти картин, написанных Рембрандтом в 1624—1625 годах, в возрасте 18—19 лет. Входящие в серию картины «Осязание», «Обоняние», «Зрение», «Слух» и «Вкус» являются самыми ранними работами мастера. Три картины находятся в частной Лейденской коллекции (США), одна — в музее Де Лакенхал в Голландии, о местонахождении пятой картины ничего не известно. В 2016 году в Музее Эшмола в Оксфорде на временной выставке экспонировались все четыре картины, место пятой занимала пустая рамка.

## Представление о чувствах в Средние века
Органам чувств всегда уделялось особое внимание, так как благодаря им человек может увидеть, ощутить, познать окружающий мир. В античности и раннем средневековье к основным чувствам, помимо зрения, осязания, слуха, обоняния и вкуса добавляли также воображение, гнев, божественную любовь и другие. Традиционная пятёрка ощущений сформировалась только к позднему средневековью. При этом учёные, теологи и философы размышляли над тем, как эти чувства «работают». Например, в трёхъязычной энциклопедии, изданной в Англии в XIII веке на схематичном рисунке мозга показываются различные зоны этого органа, а по подписям понятно, какие функции они выполняют: память (memoretiva[прояснить]), мышление (cognitativa), рассуждение (estimativa) и другие. Зона под названием sensus communis (или «общее чувство», «здравый смысл»), как считалось, принимала информацию от органов чувств. Сама же информация доставлялась в эту зону со всего тела с помощью pneuma или spiritus, то есть посредством некоего «живого духа».

## Аллегории чувств в картинах художников
Начиная с Позднего Средневековья выработалась традиция изображать отвлечённые, абстрактные понятия или чувства через ассоциации и аллегории. Одним из ранних произведений на эту тематику считают цикл шпалер конца XV века «Дама с единорогом». На шпалере «Зрение» единорог смотрится в зеркало, которое протягивает ему сидящая девушка, «Слух» символизирует играющая на органе дама, «Вкус» — дама, рассеянно извлекающая сладость из бонбоньерки. В «Обонянии» предполагаемый запах гвоздик, из которых дама плетёт венок, перекликается с ароматом цветка, который нюхает обезьяна. «Осязание» символизирует прикосновение дамы к рогу единорога. Свои трактовки пяти чувств есть и Якоба Матама («Аллегория пяти чувств», 1588), Рунера Висхера («Персонификация чувств», 1614), у Яна Ливенса («Аллегория чувств», ок. 1622), Яна Минзе Моленара (цикл картин, 1637), Яна Бота (цикл рисунков, 1640-е) и у других художников. 

Дама с единорогом. Аллегория слуха. Конец XV века. Музей Клюни
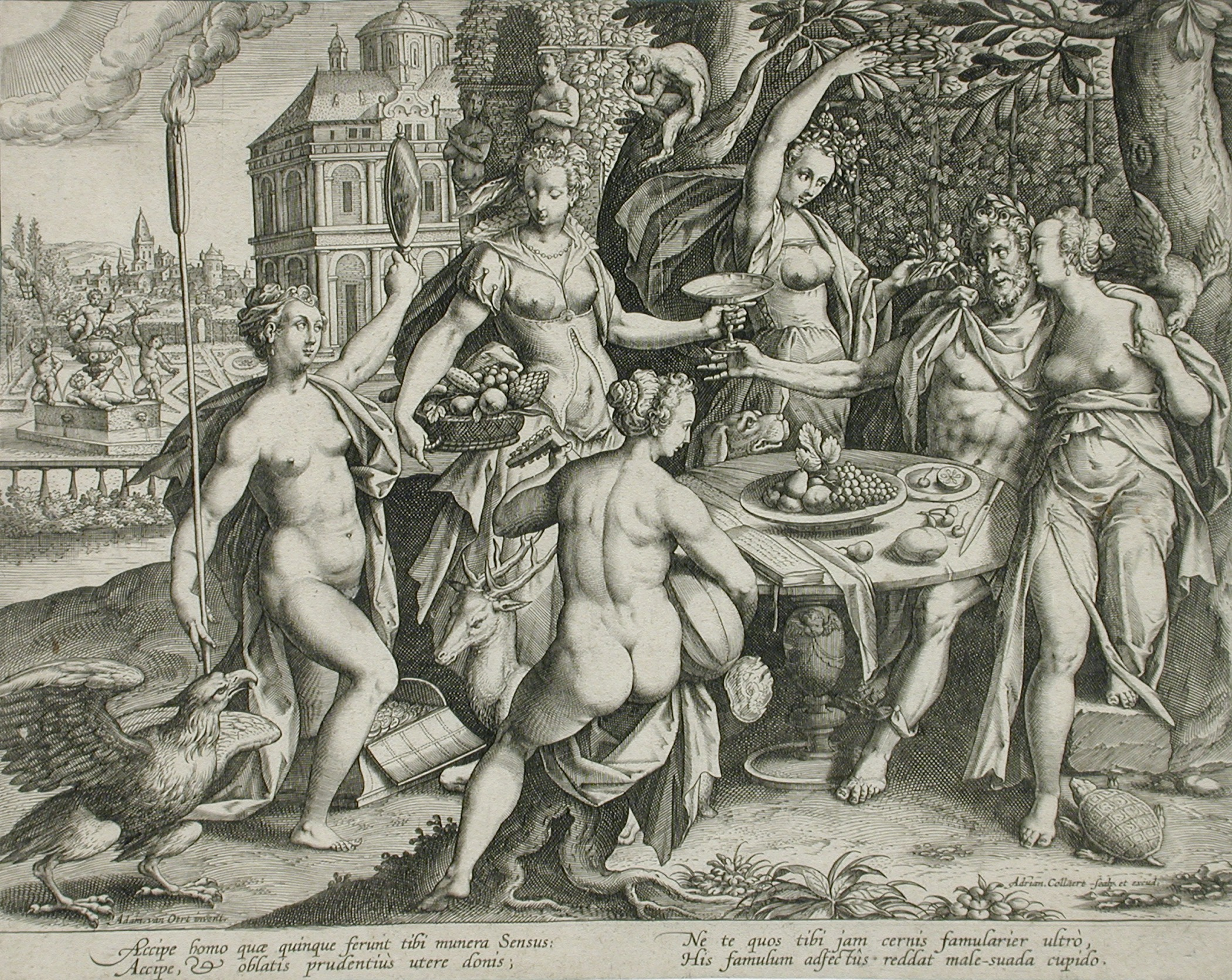
Адриан Колларт. Старик, предающийся пяти чувствам. Ок. 1600. Музей искусств округа Лос-Анджелес
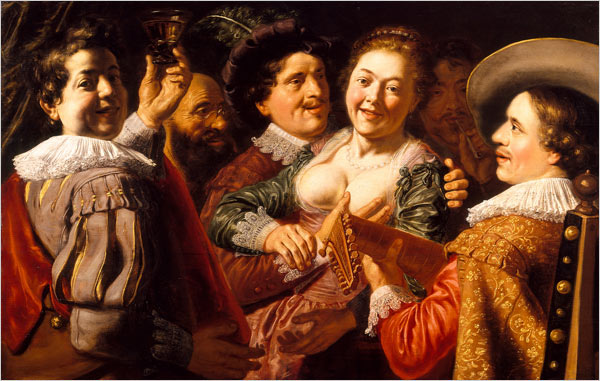
Яг Ливенс. Аллегория пяти чувств. Ок. 1622
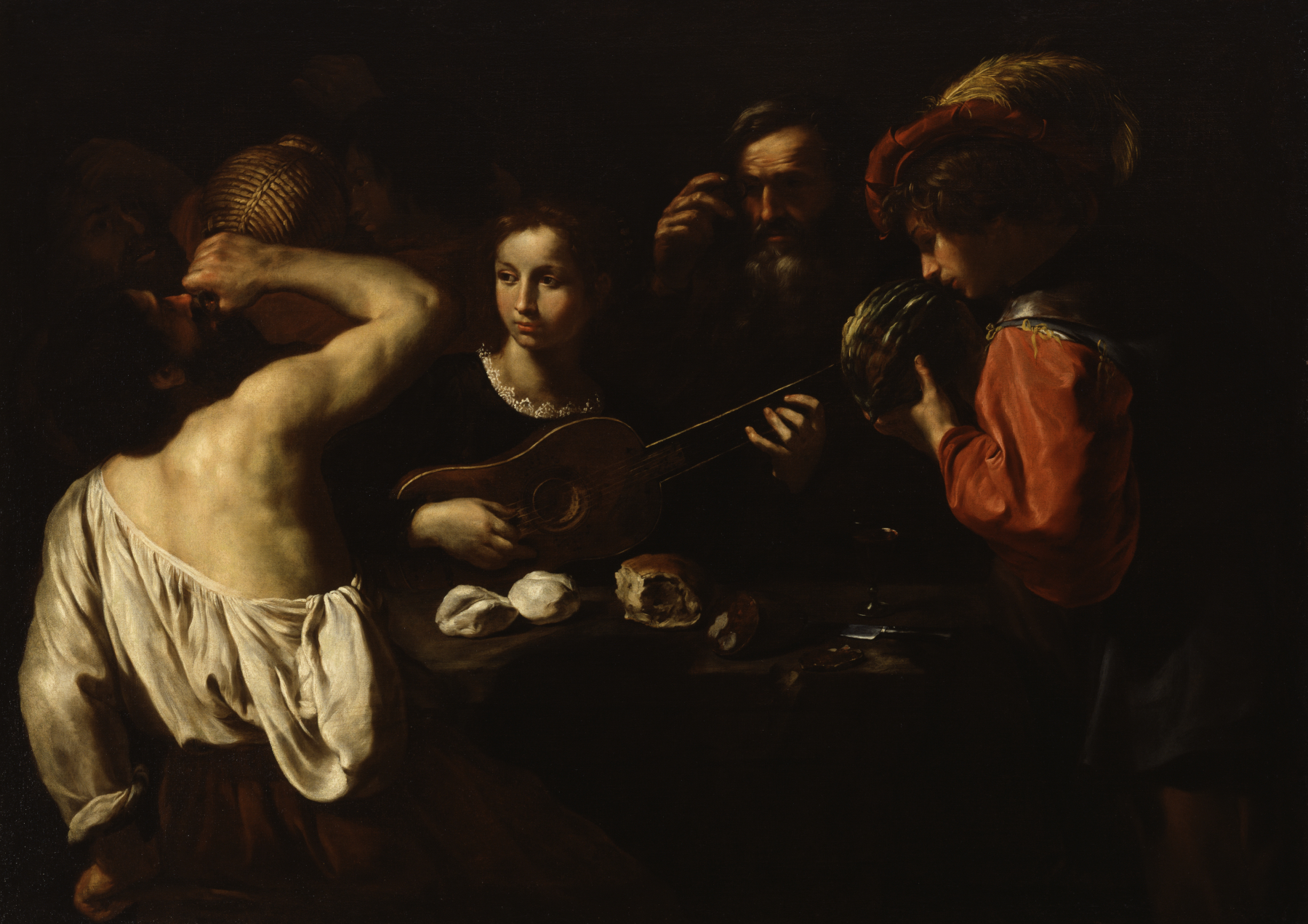
Пьетро Паолини. Ок. 1630.  Художественный музей Уолтерса
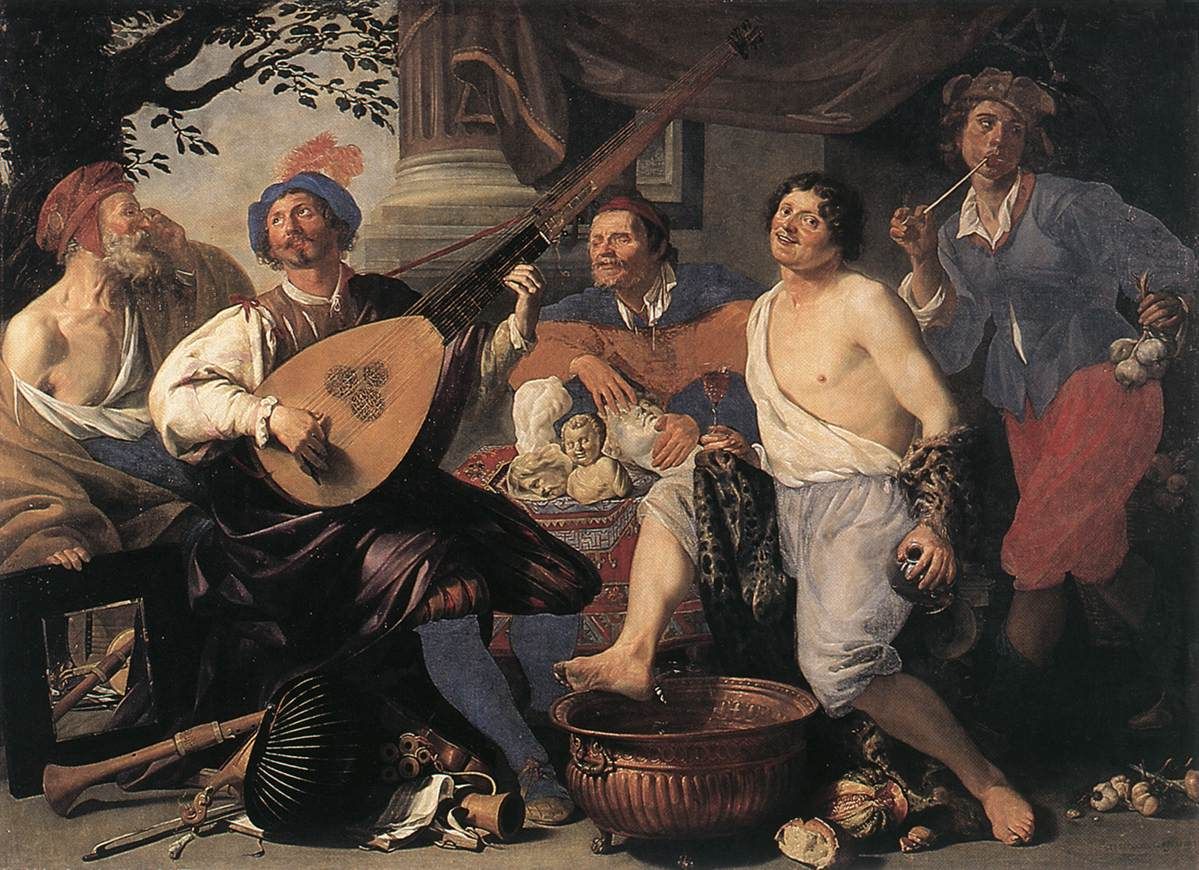
Теодор Ромбоутс. Аллегория пяти чувств. 1632
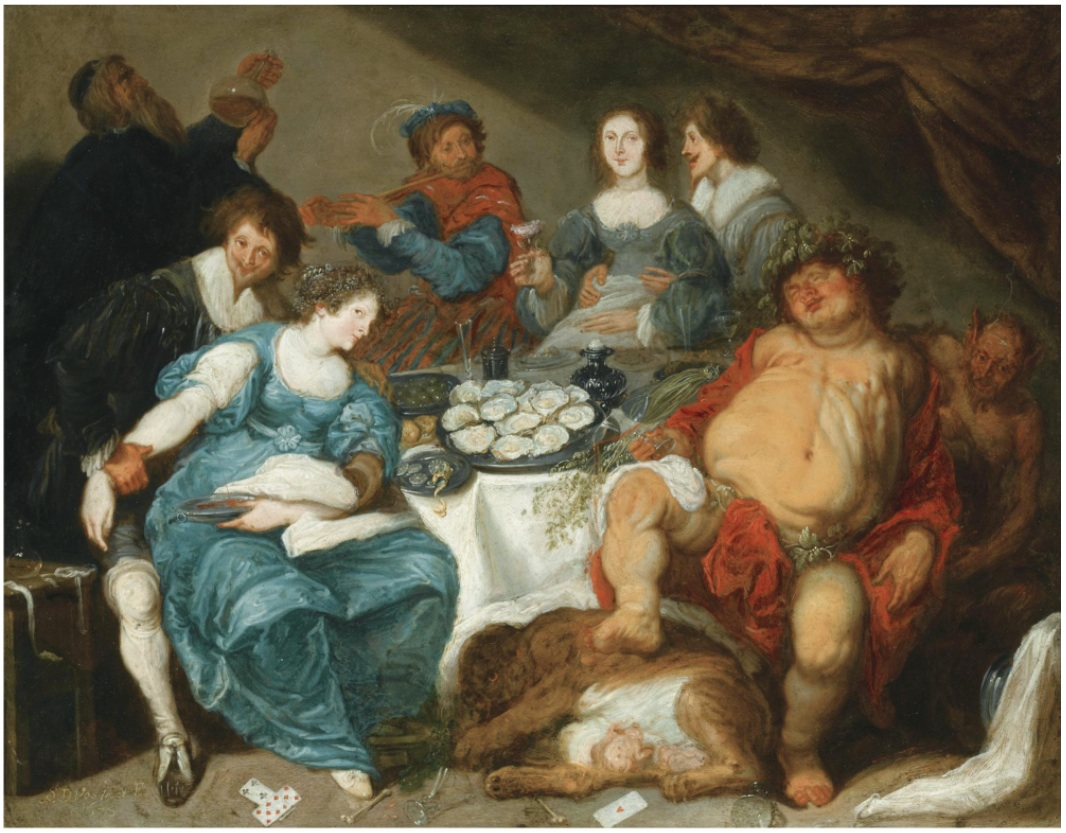
Симон де Вос. Аллегория пяти чувств. 1635. Частная коллекция
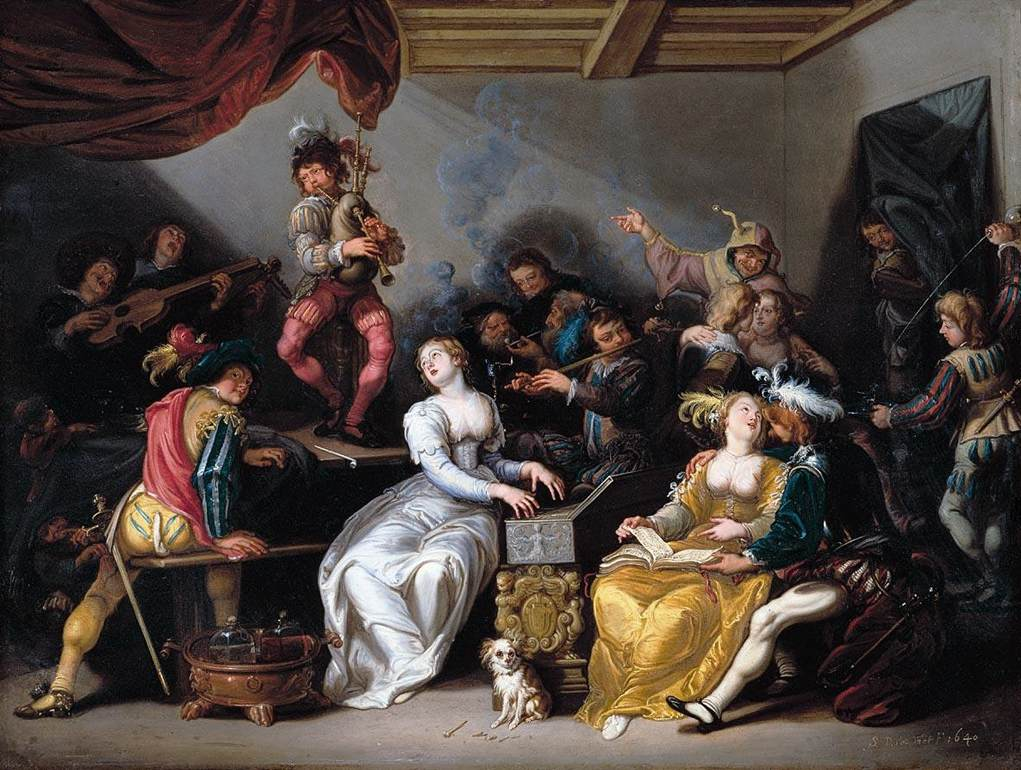
Симон де Вос. Аллегория пяти чувств. 1640. Частная коллекция
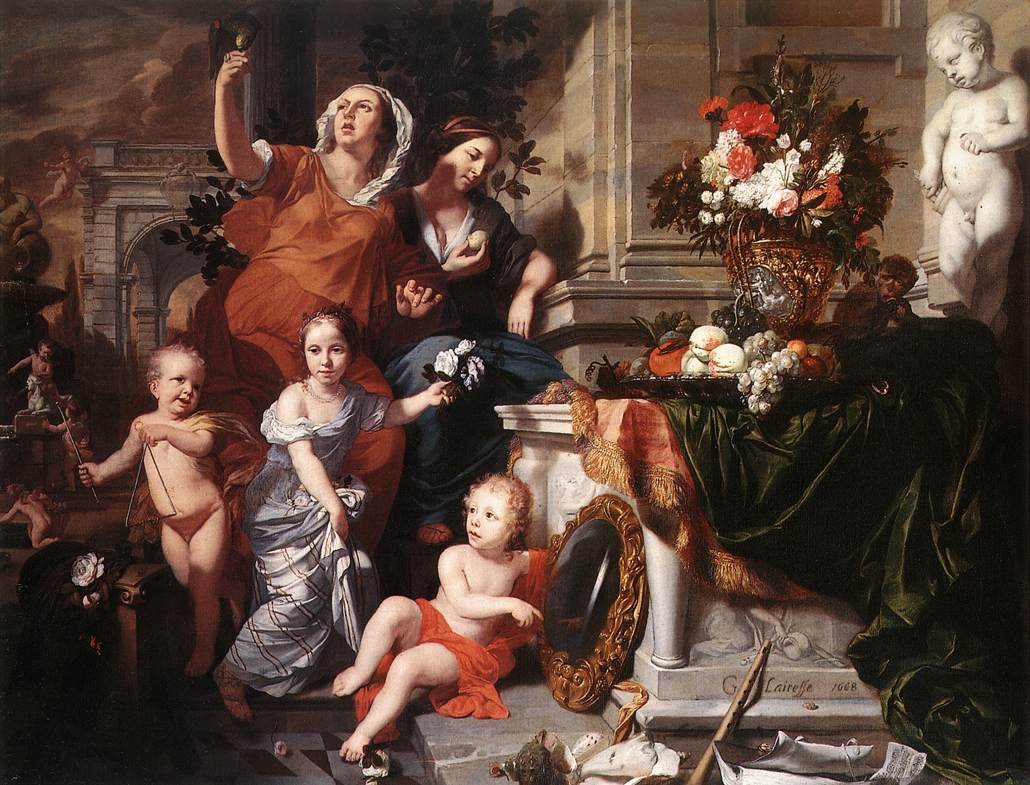
Жерар де Лересс. Аллегория пяти чувств. 1668. Глазго, Художественный музей
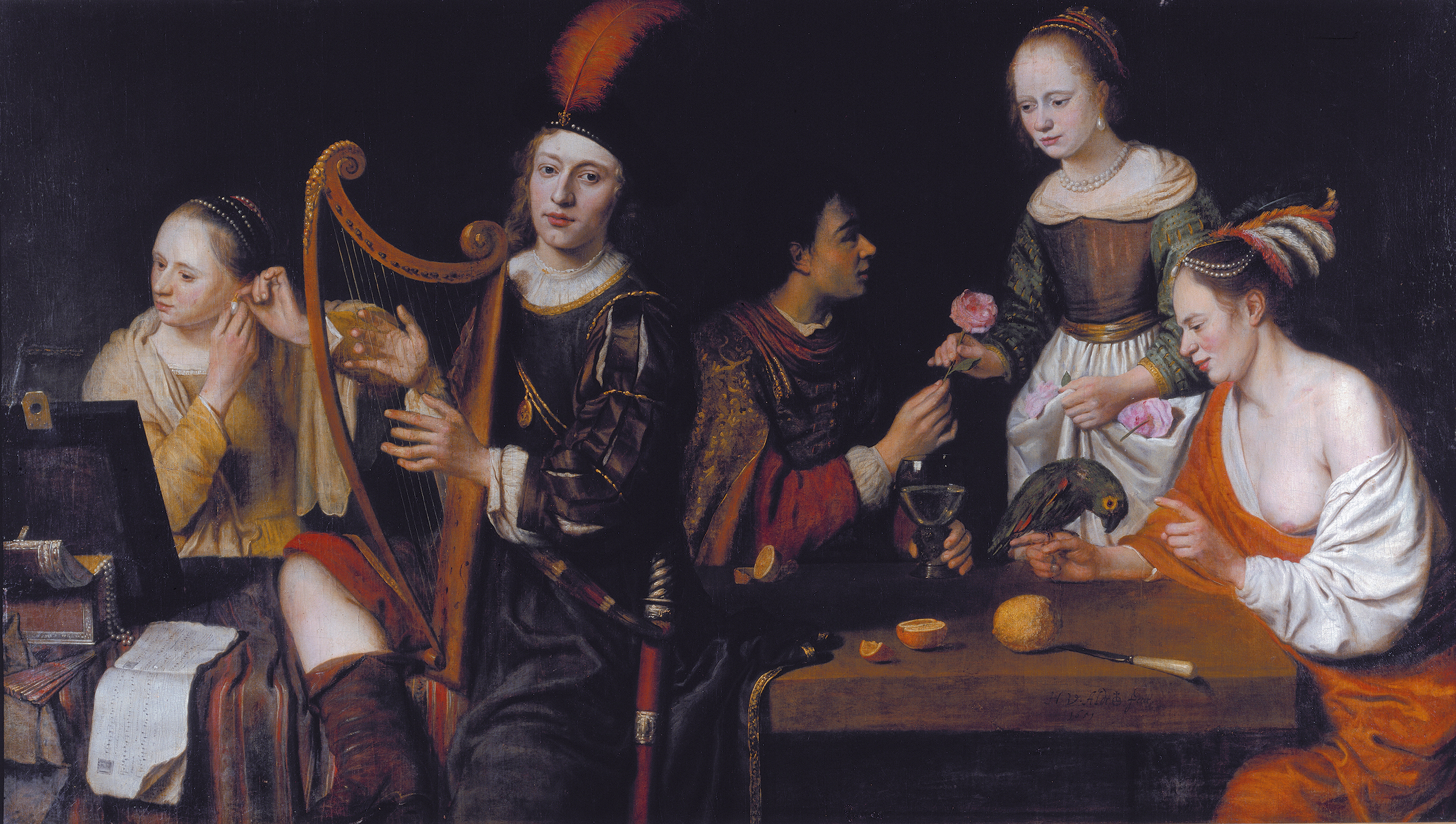
Херман ван Алдеверелд. Аллегория пяти чувств. 1651

## Ранний Рембрандт
Серия картин Рембрандта написана в 1624—1625 годах, когда художнику было 18—19 лет. В это время он проходил обучение в Амстердаме у Питера Ластмана, прошедшего стажировку в Италии и специализировавшегося на исторических, мифологических и библейских сюжетах.

## Картины серии
Картины написаны маслом на дубовых панелях. Имеют схожее композиционное решение и примерно одинаковый размер — 21,5 × 17,5 см. В XVIII веке «Слух», «Осязание» и «Обоняние» были надставлены. Во время реставрации в 1987—1988 годах надставки были удалены, сохранилась они только у «Обоняния», поэтому её размер несколько больше — 37 × 25 см.
На каждой картине на переднем плане изображены три плотно придвинутые друг к другу фигуры, расположенные на затененном фоне.
С момента обнаружения работ серии авторство Рембрандта вызывало сомнение, однако в конце 1980-х годов подлинность картин была установлена. А при проведении реставрации на картине «Обоняние» была обнаружена монограмма Рембрандта.

### Зрение
На картине «Продавец очков» («Аллегория зрения» или просто «Зрение») изображена пожилая пара, покупающая у уличного торговца очки. В голландском языке есть идиома «продать очки», означающая обмануть кого-то. Видимо, именно к ней и отсылает Рембрандт, подчёркивая возможность обмана замысловатой одеждой продавца. Такая одежда в XVII веке ассоциировалась с лицедеями, людьми ненадёжными, склонными к различным махинациям и шарлатанству. Судя по картине, торговец собирается продать очки совершенно слепым людям.
Рентгеновское исследование картины показало, что изначально на ней была изображена обнажённая женщина. В настоящее время картина находится в музее Де Лакенхал в Голландии.

### Осязание
Об обмане говорит и другая картина серии — «Операция удаления камня глупости» («Аллегория осязания» или просто «Осязание»). В тёмном помещении, освещённом только одной свечой, хирург-цирюльник вырезает у скорчившегося от боли мужчины жировик, который называли «камнем глупости». В голландском языке есть устойчивое выражение «камень в голове», означающее быть глупым, а выражение «вырезать камень» означает обмануть. К подобному сюжету неоднократно обращались различные художники (см. иллюстрации), в том числе последователи Иеронима Босха, Франсуа Вервилт и Лука Лейденский, чья гравюра «Операция удаления камня глупости» 1524 года вполне могла быть известна Рембрандту. В настоящее время картина находится в Лейденской коллекции.

Сюжет удаления камня глупости в работах разных художников
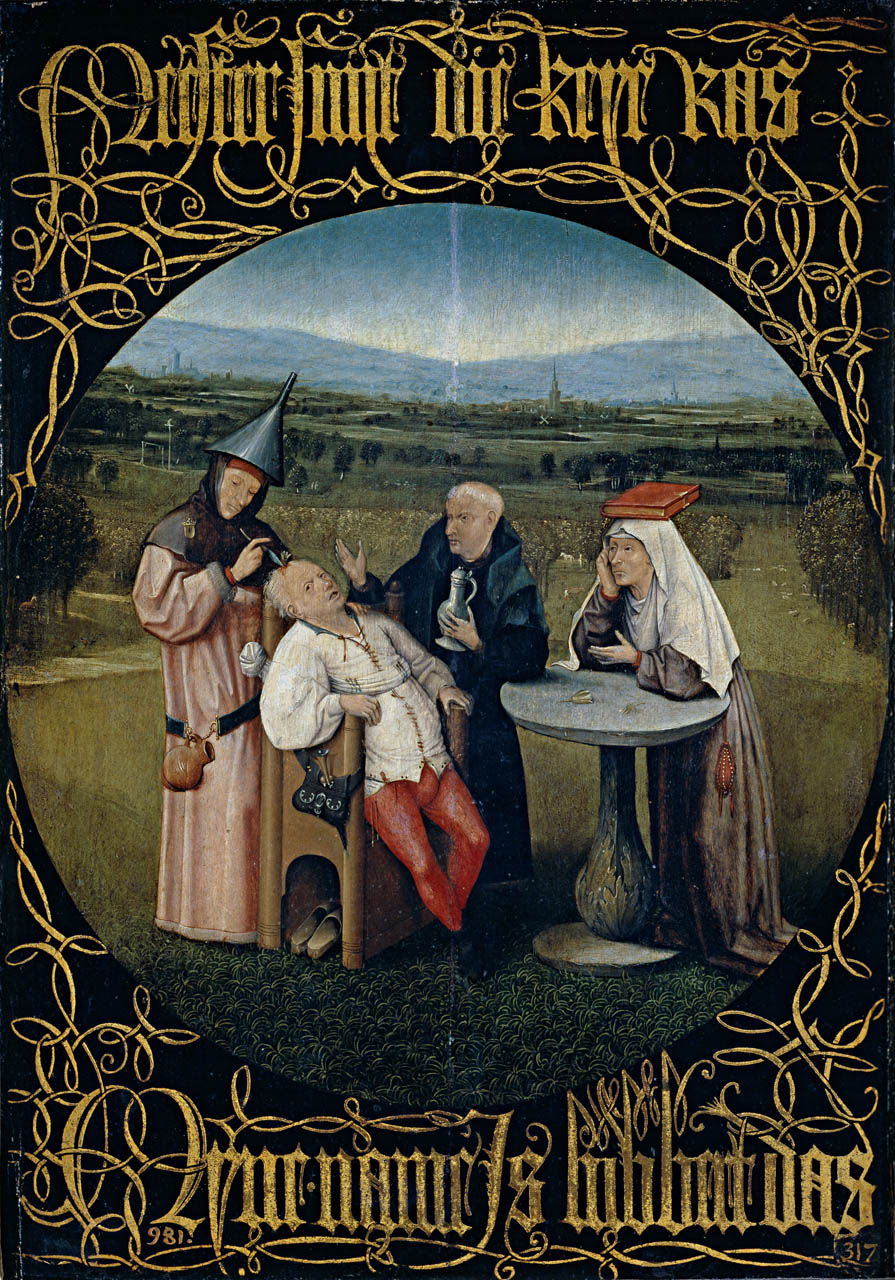
Иероним Босх. Удаление камня глупости. До 1500. Прадо, Мадрид
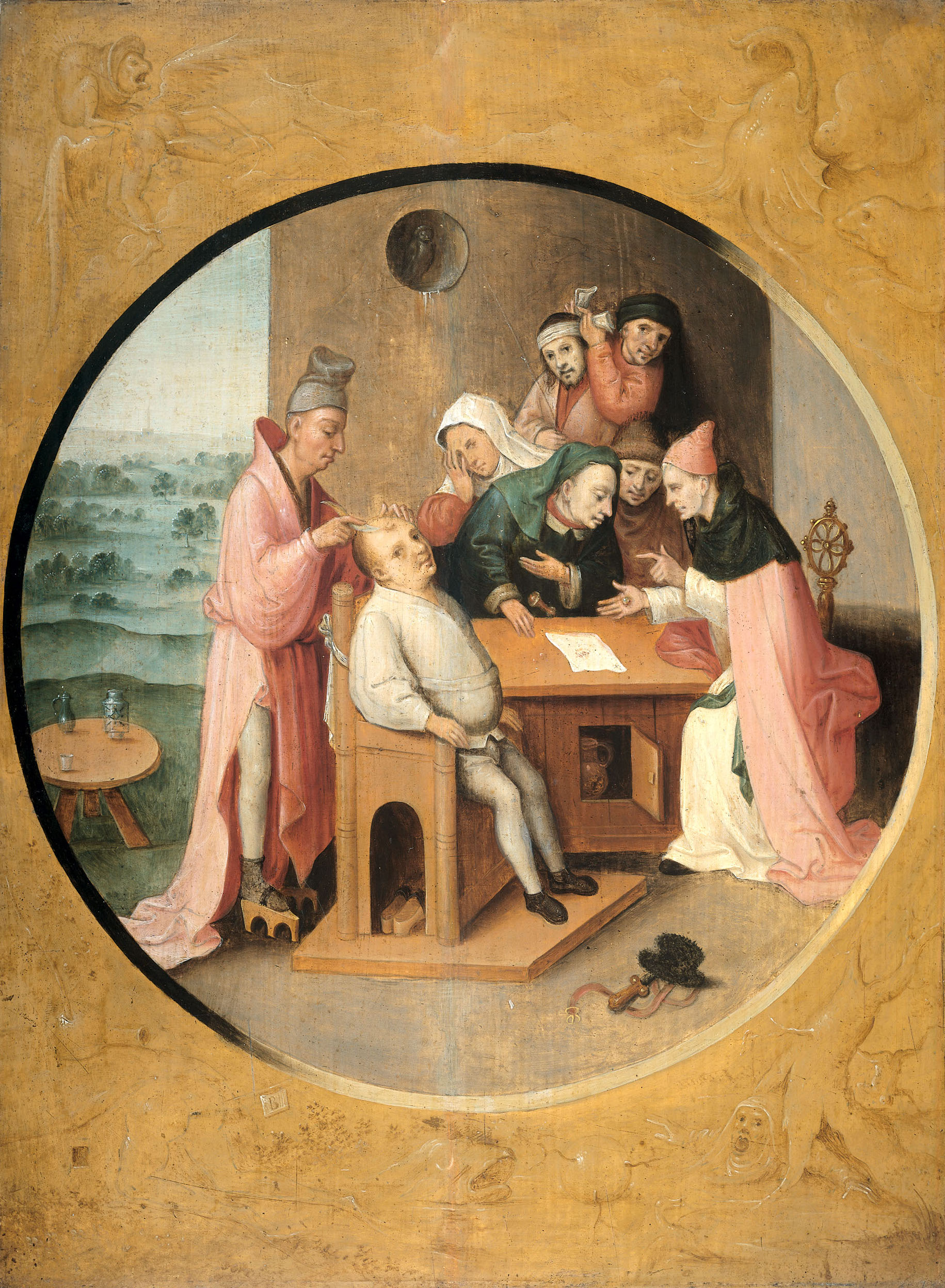
Последователь Босха. Удаление камня глупости. 1540—1560. Музей Северного Брабанта, Хертогенбос
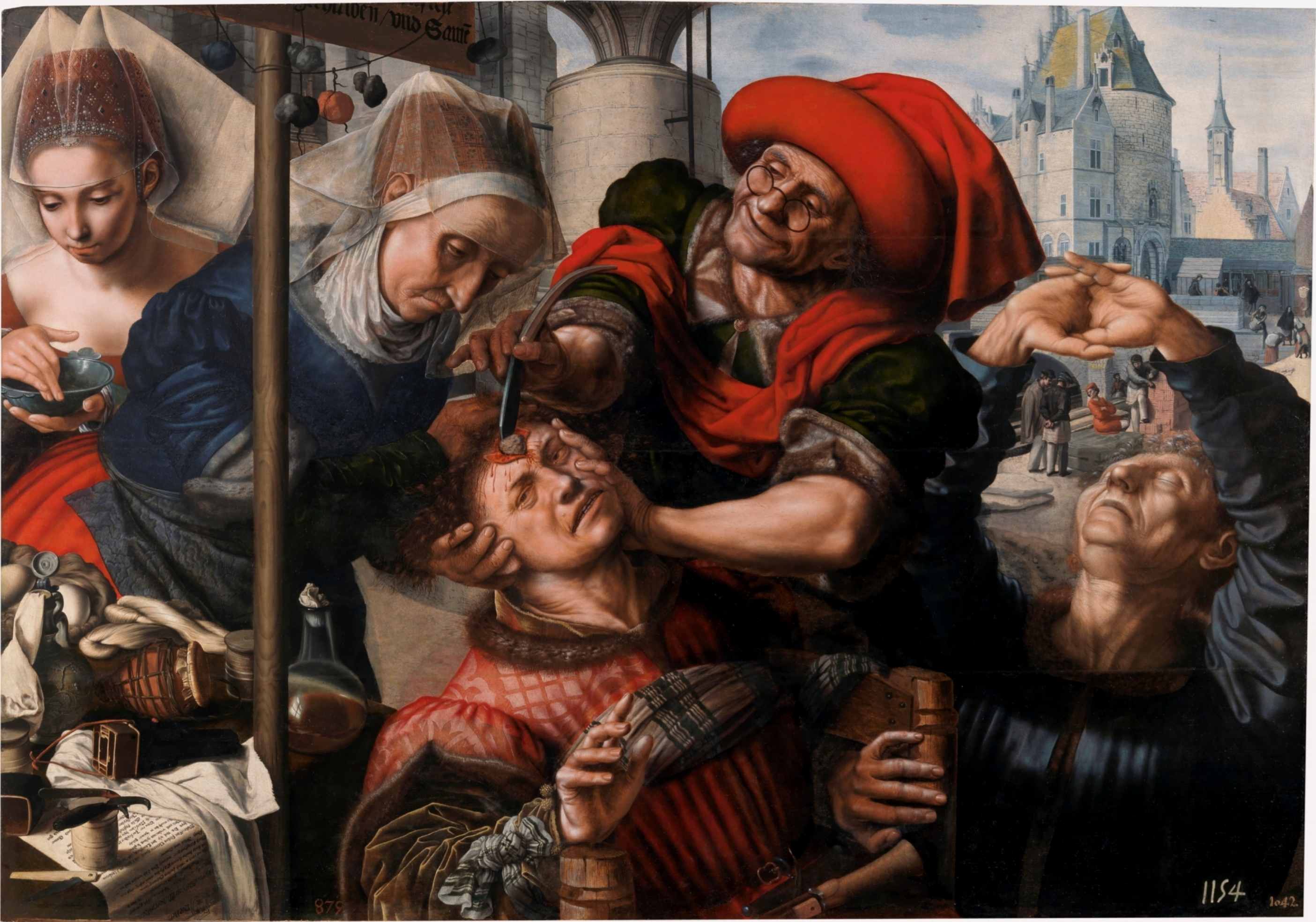
Ян Сандерс ван Хемессен. Удаление камня глупости. 1550—1555. Прадо, Мадрид
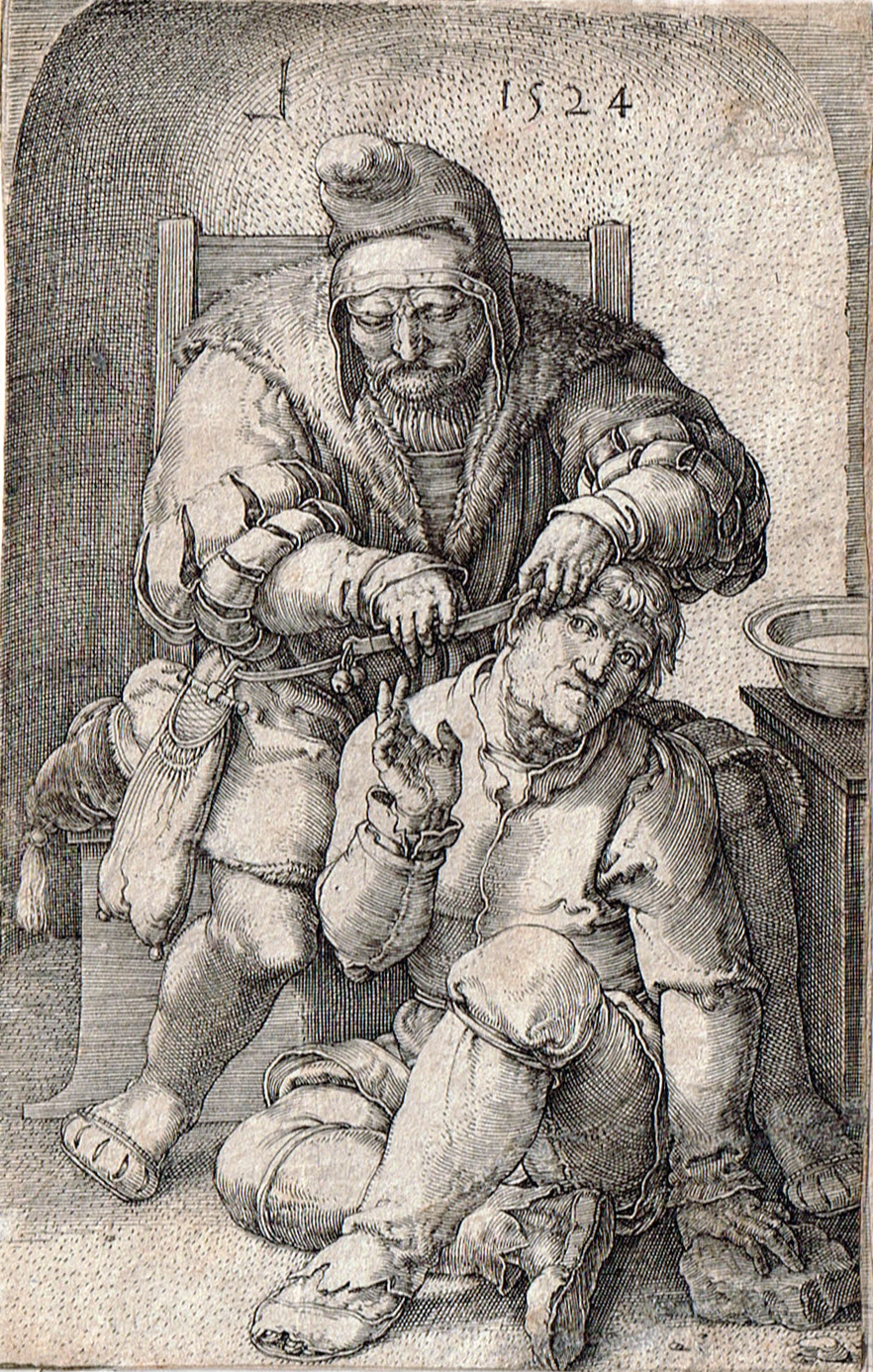
Лукас ван Лейден. Удаление камня глупости (гравюра). 1524. Музей Бойманса—ван Бёнингена, Роттердам
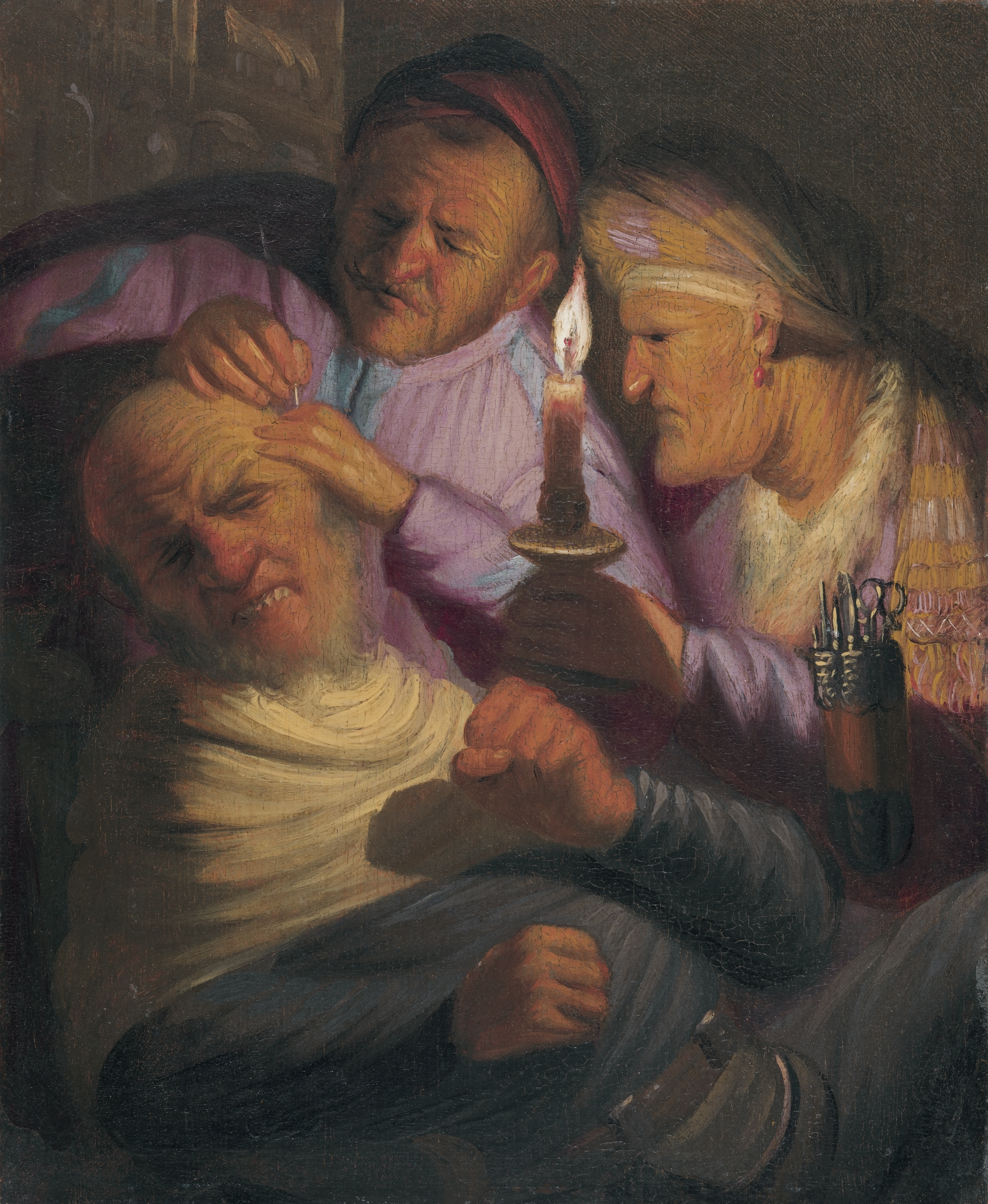
Рембрандт Харменс ван Рейн. Извлечение камня глупости (Аллегория осязания). Ок. 1624—1625. Лейденская коллекция
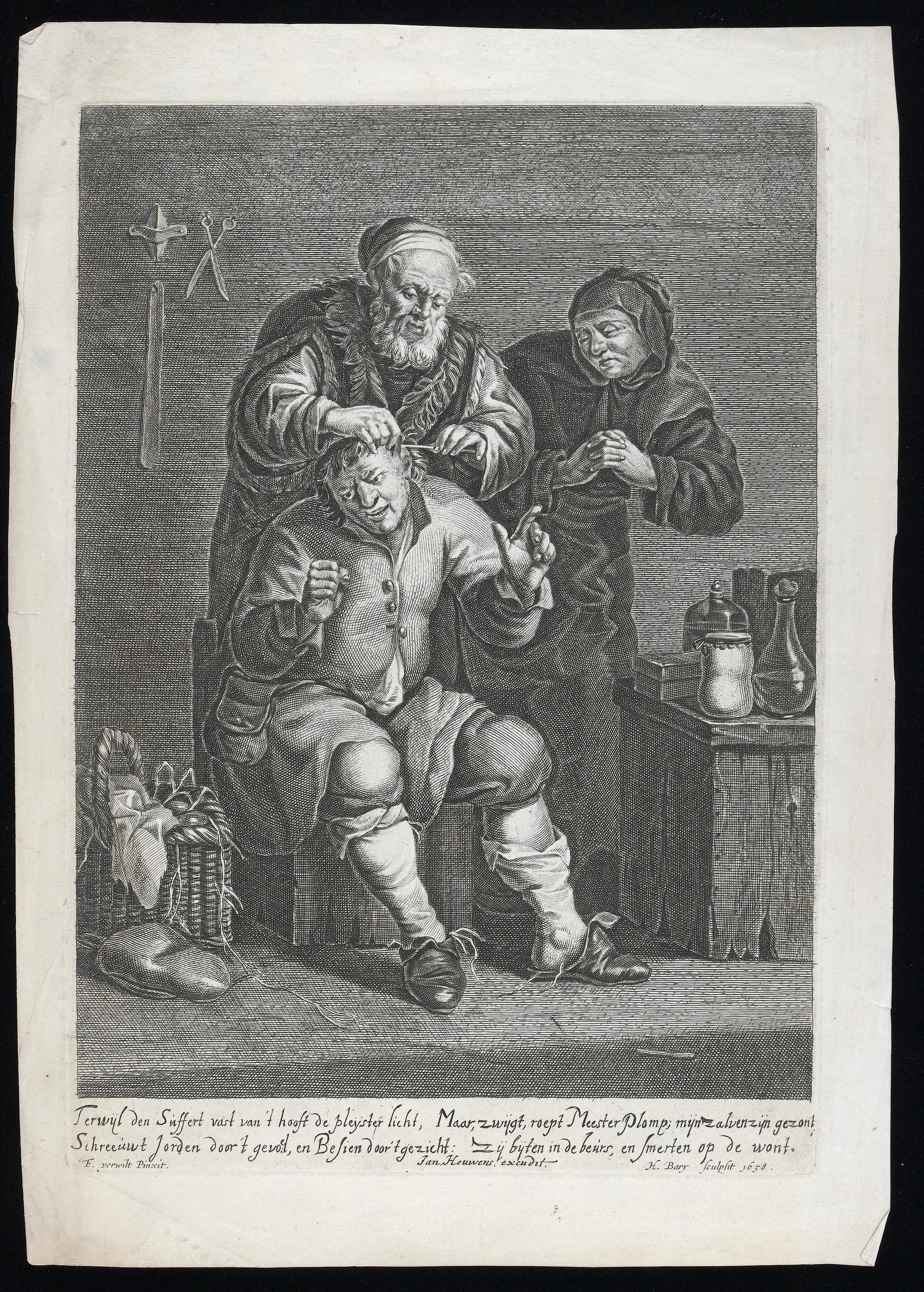
Франсуа Вервилт. Хирург, оперирующий голову мужчине (гравюра). 1658. Музей Бойманса—ван Бёнингена, Роттердам
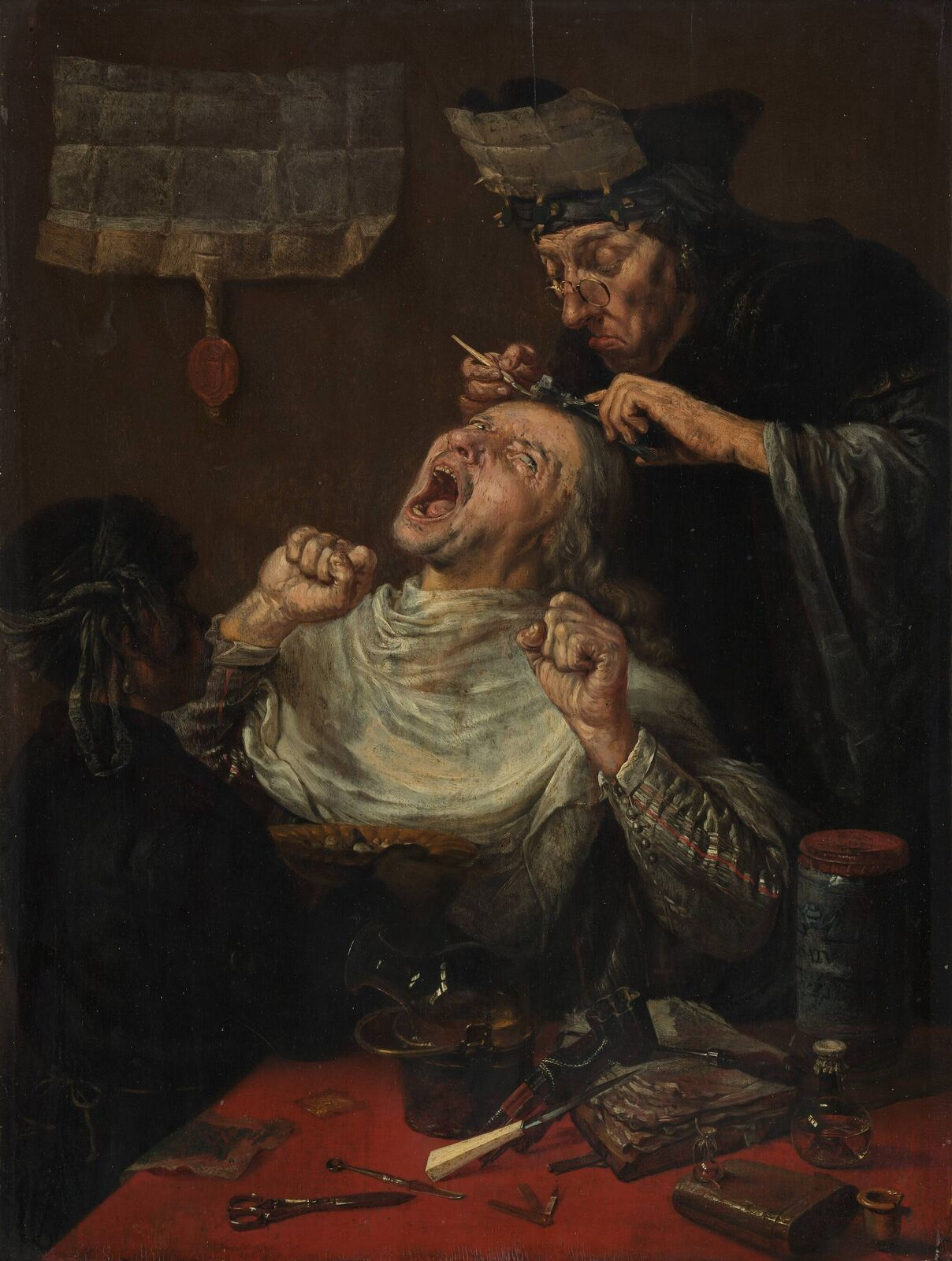
Приписывается Франсуа Вервилт. Удаление камня глупости. XVII век. Музей Бойманса—ван Бёнингена, Роттердам

### Слух
«Три музыканта» («Аллегория слуха» или просто «Слух») изображает поющую пожилую пару и присоединившегося к ним молодого человека, через плечи заглядывающего в книгу с нотами. Подобные сюжеты имеют давнюю традицию, но обычно художники рисуют молодых влюблённых. На Рембрандта, как и в случае с «Осязанием», возможно, повлияла гравюра Луки Лейденского «Музицирующая пара», олицетворяющая гармонию чувств пожилых людей. Изображение юноши на картине идентифицируется с портретом молодого Яна Ливенса, художника, с которым Рембрандт познакомился во время учёбы у Якоба ван Сваненбурга, а тесно стал общаться после возвращения из Амстердама в 1626 году. В настоящее время картина находится в Лейденской коллекции.

### Обоняние
Картина «Пациент, упавший в обморок» («Аллегория обоняния» или просто «Обоняние») считалась утраченной. В 2015 году её выставили на торги в Нью-Джерси как «незначительную картину XIX века» с оценочной стоимостью в 500—800 долларов. Однако в ходе торгов стоимость картины выросла до 870 тыс. долларов, а с учётом аукционных сборов французская арт-галерея «Талабардон & Готье», победившая в торгах, заплатила 1 млн долларов. Впоследствии её перекупил для своей частной коллекции Томасом Капланом за предположительную сумму в 4 млн долларов.
На картине изображён мужчина, упавший в обморок. Обеспокоенная женщина пытается привести его в чувство, в то время как хирург-цирюльник поддерживает руку пациента, с тревогой наблюдая за происходящим. Скорее всего, так Рембрандт изобразил последствия кровопускания, которое, как считалось, способствовало излечению от многих болезней.
При реставрации в верхнем правом углу картины была обнаружена монограмма RHF («Rembrandt Harmenszoon fecit», что означает «Рембрандт, сын Хармена, сделал это»). Таким образом «Обоняние» оказалась самой ранней из известных на сегодняшний день подписанных работ Рембрандта. В настоящее время картина находится в Лейденской коллекции.

### Вкус
Местонахождение работы, а также изображённое на ней в настоящий момент неизвестны.

## Выставки
Четыре картины серии (место пятой занимала пустая рамка) выставлялись вместе на временной выставке в Музее Эшмола в Оксфорде и в Доме-музее Рембрандта в Амстердаме в 2016 году. В настоящее время «Зрение» находится в музее Де Лакенхал (Голландия), а «Осязание», «Слух» и «Обоняние» экспонируются в составе Лейденской коллекции Томаса Каплана. В 2018 году они выставлялись в России: в Государственном музее изобразительных искусств имени А. С. Пушкина в Москве и в Государственном Эрмитаже в Санкт-Петербурге.
Крупнейшие выставки картин:
- Музей Эшмола, Оксворд (16 сентября — 27 ноября 2016)
- Дом-музей Рембрандта, Амстердам (12 декабря 2016 — 2 февраля 2017)
- Лувр, Париж (22 февраля — 22 мая 2017)
- Национальный музей Китая в Пекине (17 июня — 3 сентября 2017)
- Лонг-музей в Шанхае (23 сентября 2017 — 25 февраля 2018)
- Государственный музей изобразительных искусств имени А. С. Пушкина, Москва (28 марта — 22 июля 2018)
- Государственный Эрмитаж, Санкт-Петербург (5 сентября 2018 — 13 января 2019)
- Лувр в Абу-Даби (14 февраля — 18 мая 2019)